# William Pitt, 1. Earl of Chatham

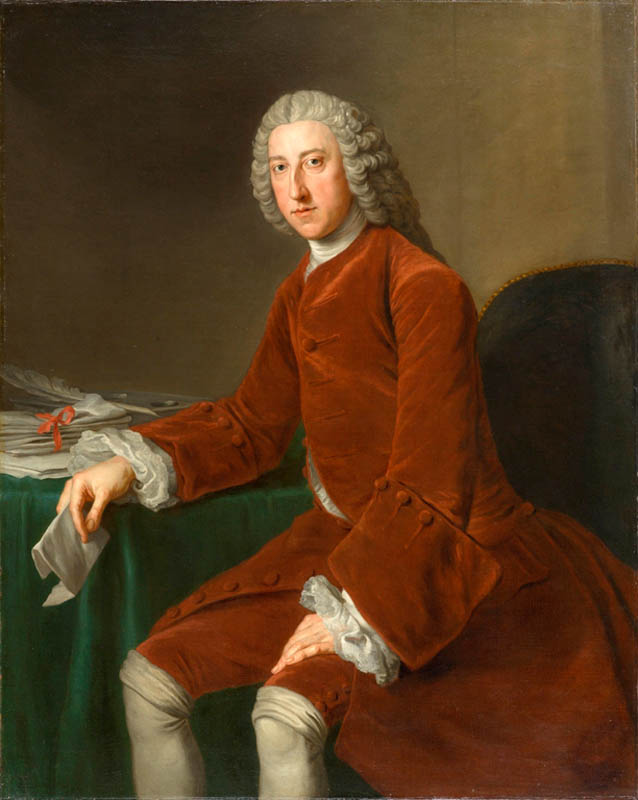
William Pitt (der Ältere), 1. Earl of Chatham

William Pitt, 1. Earl of Chatham (* 15. November 1708 in London; † 11. Mai 1778 in Hayes, Kent) war ein britischer Politiker. Nach langjähriger Mitgliedschaft im Unterhaus und dem Ausüben verschiedener Hofämter war er von 1766 bis 1768 Premierminister von Großbritannien.

## Leben
William Pitt war der zweite Sohn des Unterhausabgeordneten Robert Pitt aus dessen Ehe mit Harriet Villiers. Er besuchte zunächst das Eton College, was für ihn eine negative Erfahrung war; diese Zeit behielt er auch später in so negativer Erinnerung, dass er seine Kinder nicht auf eine Schule schickte, sondern sie zu Hause von einem Privatlehrer unterrichten ließ. Danach studierte er am Trinity College der Universität Oxford sowie an der Universität Utrecht in den Niederlanden. Anschließend trat er um 1731 in die British Army ein und diente bis 1736 im Rang eines Cornet beim 2nd (King's Own) Regiment of Horse. Dank der Protektion der Duchess of Marlborough wurde er 1735 als Whig-Abgeordneter des Rotten borough Old Sarum ins britische Unterhaus gewählt, wo er sein glänzendes Rednertalent in den Dienst der Opposition gegen Robert Walpole stellte. Im Unterhaus war er von 1735 bis 1747 Abgeordneter für Old Sarum, 1747 bis 1754 für Seaford, 1754 bis 1756 für Aldborough, 1756 bis 1757 für Okehampton und 1757 bis 1766 für Bath.
Von 1737 bis 1745 hatte er das Hofamt des Groom of the Bedchamber des Prince of Wales inne. 1746 wurde er Vizeschatzmeister von Irland und bald darauf Mitglied im Privy Council und Generalzahlmeister der Armee. Nachdem er 1755 aus dieser Stellung ausgeschieden war, wurde er 1756 zum Ersten Außenstaatssekretär (Secretary of State for the Southern Department) ernannt, erhielt aber schon nach zwei Monaten seine Entlassung, da er den Krieg nur mit Rücksicht auf die englischen Interessen und ohne Berücksichtigung der hannoverschen Erblande des Königs geführt wissen wollte. Doch war die öffentliche Meinung so entschieden auf seiner Seite, dass schon nach einigen Monaten seine Wiederanstellung erfolgte. Dazu wurde er Leader of the House of Commons. Er führte nun das Staatsruder so geschickt und kraftvoll, dass Großbritannien bald über Frankreich in allen Weltteilen die größten Vorteile errang. Die ungeheuren Erfolge seiner Politik bewirkten, dass der große Staatsmann vom Volk bald vergöttert wurde. Als er nach Georgs III. Thronbesteigung von dem Erbfolgestreit zwischen Frankreich und Spanien erfuhr, drängte er auf eine Kriegserklärung gegen Spanien, wurde aber durch den Einfluss von John Stuart, 3. Earl of Bute im Kabinett überstimmt und trat daher am 5. Oktober 1761 zurück.
Vergebens versuchten der König und Bute, ihn wieder in das Kabinett zu ziehen. Pitt blieb in der Opposition und hielt im Unterhaus regelmäßig Reden, in denen er die Regierung scharf angriff. So kritisierte er die Behandlung von John Wilkes. Nach Butes Rücktritt wurde Pitts Schwager Grenville kurzzeitig Premierminister, dessen Regierung ungeachtet seiner familiären Verbindung von Pitt ebenfalls offen kritisiert wurde. Pitt kritisierte die Einführung der Stempelsteuer in den nordamerikanischen Kolonien, die dort für beträchtliche Unruhe sorgte. Von 1766 bis 1768 übernahm er als Premierminister ein aus Männern aller Parteien zusammengesetztes Kabinett, in welchem er sich den Posten eines Lordsiegelbewahrers vorbehielt. Kurz darauf wurde er am 4. August 1766 als Earl of Chatham und Viscount Pitt zum Peer erhoben und erhielt damit einen Sitz im Oberhaus und schied aus dem Unterhaus aus. Als die Maßregeln gegen die nordamerikanischen Kolonien ergriffen wurden, riet er umsonst zur Mäßigung. Als aber nach dem Abschluss des Bündnisses der USA mit Frankreich die Minister auf Frieden drangen, eilte Pitt am 2. April 1778 vom Krankenlager – seit seiner Jugend hatte er an schweren Gichtanfällen gelitten, derentwegen ihm sogar die Erlaubnis erteilt worden war, seine Reden im Parlament sitzend zu halten – ins Oberhaus und verhinderte das durch eine ergreifende Rede. Kaum hatte er geendet, fiel er in Ohnmacht; bald darauf, am 11. Mai 1778, starb er auf seinem Landgut Hayes.
William Pitt ist in der Westminster Abbey begraben.

Familienwappen des William Pitt, 1. Earl of Chatham

## Nachleben
Nach Pitt wurde das während des Franzosen- und Indianerkriegs 1758 zerstörte und durch britische Truppen wiedererrichtete ehemalige französische Fort Duquesne benannt (Fort Pitt), auf dessen Gebiet später die Stadt Pittsburgh entstand. Die Stadtflagge Pittsburghs ist dem Familienwappen Pitts nachempfunden, und die Stadt übernahm den Wahlspruch seiner Familie.
In dem Film Kampf um Indien (1935) wird er von C. Aubrey Smith dargestellt, in The Young Mr. Pitt (1942) von Robert Donat.

## Familie
1754 heiratete er Lady Hester Grenville, Schwester des späteren britischen Premierministers George Grenville. Sie wurde 1761 aus eigenem Recht zur Baroness Chatham erhoben. Mit ihr hatte er fünf Kinder:
- Lady Hester Pitt (1755–1780) ⚭ 1774 Charles Stanhope, 3. Earl Stanhope;
- John Pitt, 2. Earl of Chatham (1756–1835), General der British Army, ⚭ 1783 Hon. Mary Elizabeth Townshend, Tochter des Thomas Townshend, 1. Viscount Sydney;
- Lady Harriet Pitt (1758–1786) ⚭ 1785 Hon. Edward James Eliot, Sohn des Edward Craggs-Eliot, 1. Baron Eliot;
- Hon. William Pitt (1759–1806), 1783–1801 britischer Premierminister;
- Hon. James Charles Pitt (1761–1781).